# ガラスの脳
『ガラスの脳』（ガラスののう）は、手塚治虫による短編漫画、およびそれを原作とした映画作品。

## 概要
1971年に『週刊少年サンデー』（小学館）に掲載された手塚治虫の短編読み切り漫画。総ページ数は扉絵を含め52ページ。手塚治虫漫画全集「タイガーブックス」第3巻に収録。
生命の神秘をテーマに永遠の純愛を描いている。手塚はヨーロッパの民話『いばら姫』に触発されて本作を執筆したとされる。
2000年1月29日には、小原裕貴と後藤理沙の共演で実写映画が日活系で公開された。

## あらすじ
ある事故により、一人の臨月の妊婦が重傷を負う。その妊婦から奇跡的な誕生を果たした赤ん坊・由美。しかし、周囲の努力の甲斐もなく、由美は生まれてからずっと眠り続けている。一度は世間の注目を浴びていた彼女の存在も次第に人々の記憶から忘れ去られていく。
10年後、喘息で入院していた少年・雄一は、病院で眠り続けている少女・由美を発見する。看護師から彼女のことを眠り姫だと聞いた雄一は好奇心に駆られて、絵本に書いてあった『王子様のキスで、お姫様は目を覚ましました。』という最後の一文通りに由美の唇にキスをする。それから雄一は日曜ごとに欠かさず由美にキスをするのが日課となった。それは彼が退院しても何年も何年も続いた。
それから雄一が17歳となったある嵐の夜、遂に由美は17年の眠りから目を覚ます。目を覚ました当初は、肉体は少女でも中身は赤ん坊だったが、2時間に1年ほどのペースで知能を発達させ、3日目には精神も年相応に成長した。由美は院長である斐川を愛していると語り、それを聞いた雄一はショックを受けるが思い切って院長にそれを告げる。しかし彼は、由美を患者としか見ていないと一蹴し、それを聞いた彼女は泣いて走り去ってしまう。
そんな時、看護師は雄一に由美が眠り続いている時に院長は性的暴行をしたという事実を教える。雄一は彼を殴り、自殺しようとした由美を助け、急いで結婚する。その後契りを結んだ夜、由美は自分が起きられるのは5日だけと雄一に語り、再び眠りについてしまう。それから雄一は夫として由美を62年の生涯を閉じるまで看病した。
そして、研究の為に解剖した彼女の脳はガラス細工のように綺麗なものだった。

## 映画
『ガラスの脳』の題で2000年1月29日より全国日活系にて公開。キャッチコピーは、1万回のキスがくれた永遠の5日間。

### 出演者
- 長沢雄一：小原裕貴、大高力也（幼少時）
- 飯田由美：後藤理沙、吉谷彩子（幼少時）
- 溝口恵子：林知花
- 福原みつ：河合美智子
- 長沢律子：名取裕子
- 斐川広明：榎木孝明
- 国広富之、根岸季衣、大島蓉子、モロ師岡、菊池均也、諏訪太朗、川瀬陽太、津川友美、村杉蝉之介、河野洋一郎、山上賢治 ほか

### スタッフ
- 監督：中田秀夫
- 脚本：小中千昭
- 音楽：川井憲次
- ステディカム：佐光朗
- ビジュアルエフェクト：松本肇
- 現像：IMAGICA
- 製作協力：日活撮影所
- 企画：明石知幸
- プロデューサー：椋樹弘尚、大澤茂樹
- 企画協力：手塚プロダクション
- 製作：日活、毎日放送
- 配給：日活

### 主題歌・挿入歌
- 主題歌：「DOOR」 歌：石井聖子
- 挿入歌：「ひとつぶの涙」 歌：シモンズ